# مری اندرسن
مری اندرسن (به انگلیسی: Mary Anderson) (زاده ۱۸۶۶ — درگذشته ۱۹۵۳) بانوی مخترع آمریکایی بود. او مخترع نخستین برف‌پاک‌کن کارای خودرو است.

## اختراع برف‌پاک‌کن
ایدهٔ اختراع برف‌پاک‌کن زمانی به ذهن مری اندرسن رسید که او در حال سفر از آلاباما به نیویورک بود. در آن زمان برف شدیدی می‌بارید و رانندگان مجبور بودند برای پاک کردن برف، خودروشان را متوقف کرده و از آن خارج شوند. اندرسن در سال ۱۹۰۴ برای ثبت دسته متحرکی متصل به تیغه‌ای پلاستیکی که از درون ماشین و توسط راننده برای پاک کردن شیشه جلوی خودرو کنترل می‌شد، اقدام کرد. پیش از آن ابزارهای مشابهی ثبت شده بودند، اما اختراع اندرسن نخستین پرف‌پاک‌کنی بود که به درستی کار می‌کرد.
بسیاری طرح اندرسن را مورد تمسخر قرار داده و معتقد بودند این وسیله موجب پرت شدن حواس راننده می‌شود، با این وجود، تا سال ۱۹۱۳ برف‌پاک‌کن‌ها به ابزار متداول و استانداردی در خودروها تبدیل شده بودند.